# Sketches for My Sweetheart the Drunk
Sketches for My Sweetheart the Drunk är ett album av Jeff Buckley som släpptes i maj 1998, ett år efter Buckleys bortgång.
Buckley påbörjade 1996 inspelningarna av ett album med arbetstiteln My Sweetheart the Drunk. Det hann inte färdigställas innan han avled i en drunkningsolycka, men hans mor såg till att demoinspelningarna gavs ut postumt. För att markera att de var ofullständiga lades "sketches" (skisser) till titeln.

## Låtlista
Skiva ett
1. "The Sky Is a Landfill" (Buckley, Michael Tighe) - 5:09
2. "Everybody Here Wants You" (Buckley) - 4:46
3. "Opened Once" (Buckley) - 3:29
4. "Nightmares by the Sea" (Buckley) - 3:53
5. "Yard of Blonde Girls" (Audrey Clark, Lori Kramer, Inger Lorre) - 4:07
6. "Witches' Rave" (Buckley) - 4:40
7. "New Year's Prayer" (Buckley) - 4:40
8. "Morning Theft" (Buckley) - 3:39
9. "Vancouver" (Buckley, Mick Grondahl, Tighe) - 3:12
10. "You and I" (Buckley) - 5:39

Skiva två
1. "Nightmares by the Sea" (Buckley) - 3:49
2. "New Year's Prayer" (Buckley) - 4:10
3. "Haven't You Heard" (Buckley) - 4:07
4. "I Know We Could Be So Happy Baby (If We Wanted to Be)" (Buckley) - 4:27
5. "Murder Suicide Meteor Slave" (Buckley) - 5:55
6. "Back in N.Y.C." (Tony Banks, Phil Collins, Peter Gabriel, Steve Hackett, Mike Rutherford) - 7:37
7. "Demon John" (Buckley, Tighe) - 5:13
8. "Your Flesh Is So Nice" (Buckley) - 3:37
9. "Jewel Box" (Buckley) - 3:37
10. "Satisfied Mind" (Red Hayes, Jack Rhodes) - 6:00